# Lodi (Ohio)
Lodi és una població dels Estats Units a l'estat d'Ohio. Segons el cens del 2000 tenia 3.061 habitants.

## Demografia
Segons el cens del 2000, Lodi tenia 3.061 habitants, 1.274 habitatges, i 789 famílies. La densitat de població era de 557,5 habitants per km².
Dels 1.274 habitatges en un 30,4% hi vivien nens de menys de 18 anys, en un 47,2% hi vivien parelles casades, en un 11,7% dones solteres, i en un 38% no eren unitats familiars. En el 32,5% dels habitatges hi vivien persones soles el 13,4% de les quals corresponia a persones de 65 anys o més que vivien soles. El nombre mitjà de persones vivint en cada habitatge era de 2,39 i el nombre mitjà de persones que vivien en cada família era de 3,05.
Per edats la població es repartia de la següent manera: un 25,6% tenia menys de 18 anys, un 8% entre 18 i 24, un 29,7% entre 25 i 44, un 22,1% de 45 a 60 i un 14,6% 65 anys o més.
L'edat mediana era de 36 anys. Per cada 100 dones de 18 o més anys hi havia 87,1 homes.
La renda mediana per habitatge era de 32.679 $ i la renda mediana per família de 43.333 $. Els homes tenien una renda mediana de 32.882 $ mentre que les dones 21.014 $. La renda per capita de la població era de 16.512 $. Aproximadament el 8,3% de les famílies i el 10,1% de la població estaven per davall del llindar de pobresa.

## Poblacions més properes
El següent diagrama mostra les poblacions més properes.